# Otelija
Otelija (lat. Ottelia),  biljni rod iz porodice žabogrizovki kojemu pripada dvadesetak (22) vrsta vodenih trajnica u tropskim krajevima Afrike, Azije i Amerike. 

## Vrste
1. Ottelia acuminata (Gagnep.) Dandy
2. Ottelia alismoides (L.) Pers.
3. Ottelia balansae (Gagnep.) Dandy
4. Ottelia brachyphylla (Gürke) Dandy
5. Ottelia brasiliensis (Planch.) Walp.
6. Ottelia cordata (Wall.) Dandy
7. Ottelia cylindrica (T.C.E.Fr.) Dandy
8. Ottelia emersa Z.C.Zhao & R.L.Luo
9. Ottelia exserta (Ridl.) Dandy
10. Ottelia fengshanensis Z.Z.Li, S.Wu & Q.F.Wang
11. Ottelia fischeri (Gürke) Dandy
12. Ottelia guanyangensis Z.Z.Li, Q.F.Wang & S.Wu
13. Ottelia kunenensis (Gürke) Dandy
14. Ottelia lisowskii Symoens
15. Ottelia mesenterium (Hallier f.) Hartog
16. Ottelia muricata (C.H.Wright) Dandy
17. Ottelia obtusifolia T.C.E.Fr.
18. Ottelia ovalifolia (R.Br.) Rich.
19. Ottelia profundecordata Symoens
20. Ottelia scabra Baker
21. Ottelia ulvifolia (Planch.) Walp.
22. Ottelia verdickii Gürke